# Mondknoten

Die Knoten des Mondes
Die Inklination ist übertrieben dargestellt, sie beträgt in Wirklichkeit ca. 5°

Die Mondknoten oder Drachenpunkte sind die Schnittpunkte der Mondbahn mit der Ekliptikebene:
- der aufsteigende Mondknoten (lateinisch: caput draconis „Drachenkopf“; Symbol: ☊) ist derjenige, bei dem der Mond von der südlichen auf die nördliche Seite der Ekliptik wechselt ("aufsteigt")
- der absteigende Mondknoten (lateinisch: cauda draconis „Drachenschwanz“; Symbol: ☋) ist derjenige, bei dem der Mond von der nördlichen auf die südliche Seite der Ekliptik wechselt ("absteigt").

Die Verbindung der beiden Knoten heißt Knotenlinie. In der Astrologie ist sie als Mondknotenachse bekannt.

## Knotenpunkte und Finsternisse

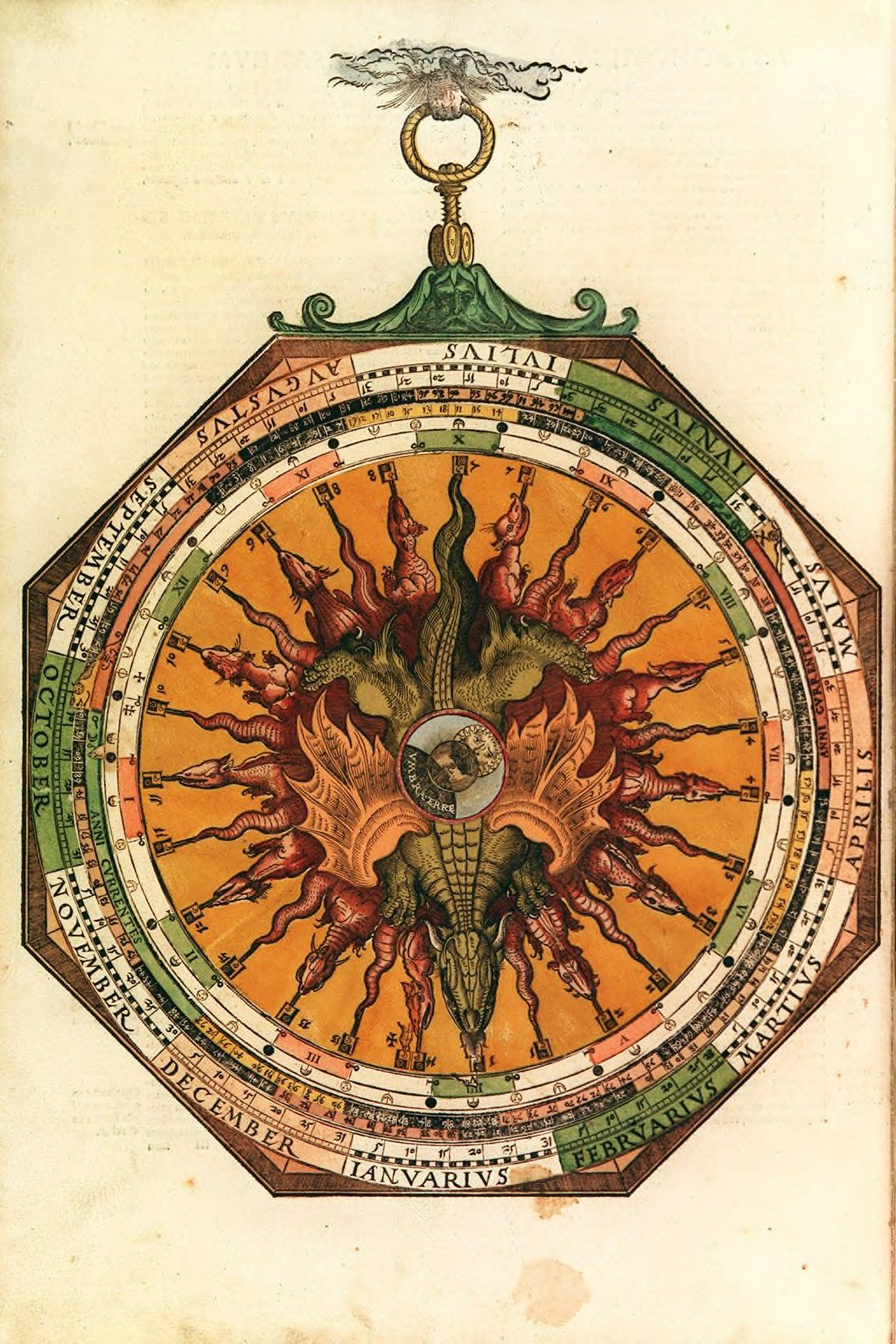
Drache im Astronomicum Caesareum. (1540) von Peter Apian

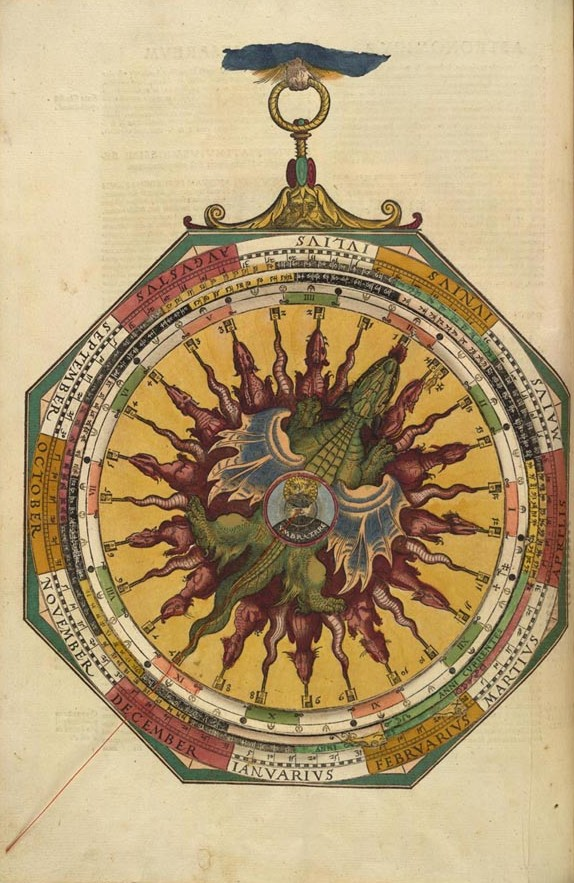

Nur in der Nähe eines Durchgangs des Mondes durch einen der Knoten sind Finsternisse möglich:
- eine Mondfinsternis nur bei gleichzeitigem Vollmond
- eine Sonnenfinsternis nur bei gleichzeitigem Neumond.

Beide Finsternistypen können sowohl am aufsteigenden als auch am absteigenden Knoten auftreten.
Das Zeitintervall zwischen zwei Durchgängen der Sonne durch denselben Mondknoten bezeichnet man als Finsternisjahr.
Vom Bild des Drachen, der bei einer Finsternis die Sonne bzw. den Mond verschluckt, leitet sich der alte Ausdruck Drachenpunkt ab (lateinisch draco „Drache“). Die Mondknoten waren auch bekannt als
- Drachenkopf (Caput draconis, aufsteigender Mondknoten)
- Drachenschwanz (Cauda draconis, absteigender Mondknoten)

und besaßen eine besondere Bedeutung.
Die beiden Punkte der Mondbahn mit der größten nördlichen bzw. südlichen ekliptikalen Breite (d. h. dem größten Abstand von der Ekliptik) wurden Drachenbauch (Venter draconis) genannt; sie unterscheiden sich von den Knoten um 90° in Länge.
Dieselbe etymologische Bedeutung steckt in der „Ekliptik“ (griechisch ékleipsis – wörtlich „Verdeckung, Auslöschung“). Er findet sich auch in der chinesisch-konfuzianischen Mythologie bei Xi und He, 羲和, den himmlischen Beamten für Sonne und Mond. Dieser Mythos steht jedoch in keinem bekannten Zusammenhang mit dem Sternbild „Drache“.

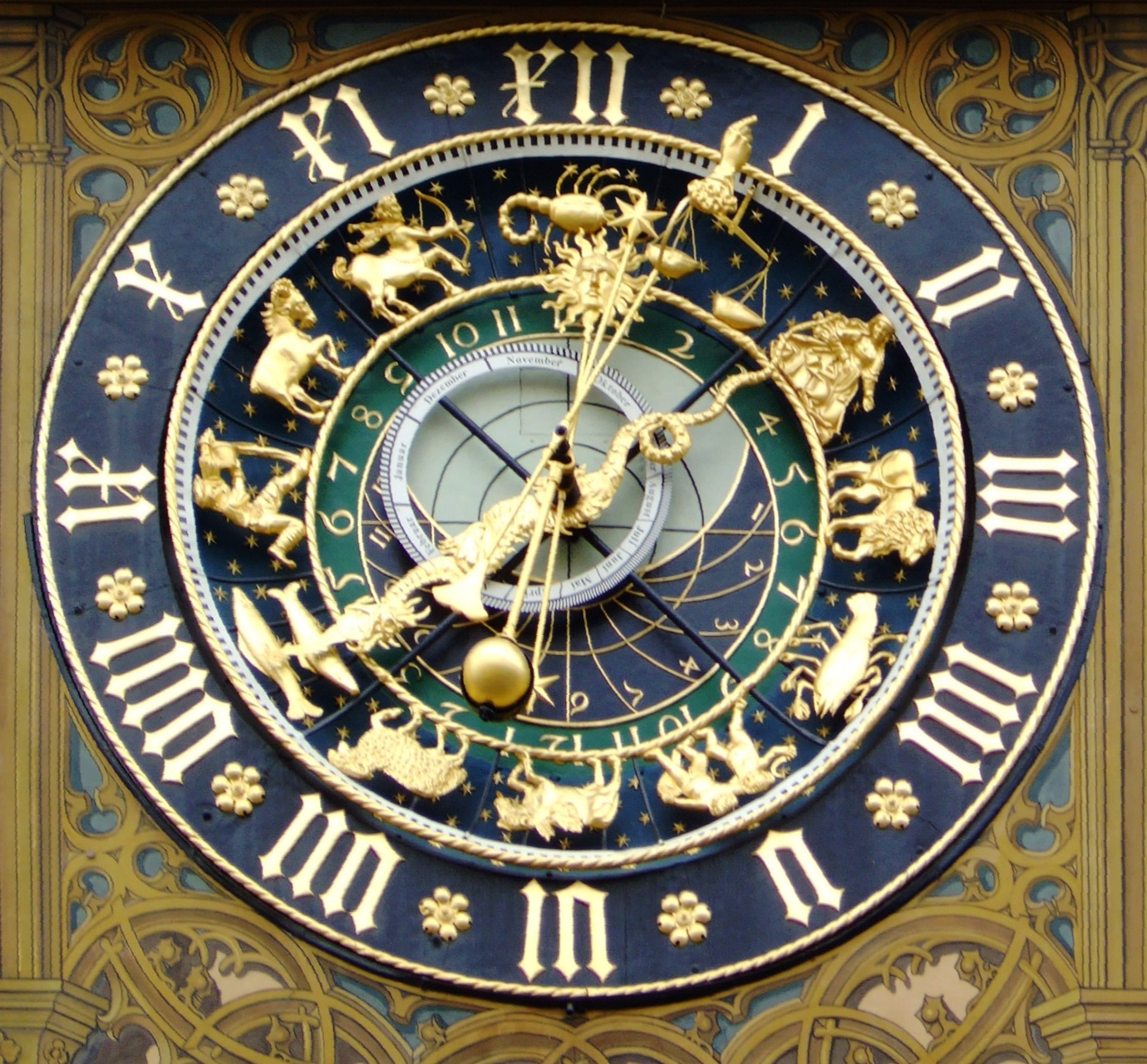
Drachenzeiger an einer astronomischen Uhr am Rathaus von Ulm

Manche astronomische Uhren verfügten auch über einen eigenen Zeiger zur Anzeige der Position der Mondknoten, den Drachenzeiger.
Der Drachenpunkt benennt auch die drakonitische Periode, also die allgemeine Periode von zwei Durchgängen eines Himmelsobjekts durch seine Knoten. Siehe auch folgender Abschnitt.

## Der drakonitische Monat
Als drakonitischer Monat (drakon / δράκων: Griechisch für Drache) wird die Zeitspanne zwischen zwei aufeinander folgenden Durchgängen des Mondes durch den aufsteigenden Knoten bezeichnet.
Die Länge des drakonitischen Monats wird mit 27,21222 Tagen angegeben. Das sind 27 Tage, 5 Stunden, 5 Minuten und 35,8 Sekunden.
Er ist damit um 0,1095 Tage (d. h. um 2h 37,6m) kürzer als der – auf das Äquinoktium bezogene – tropische Monat, da sich die Mondknoten durch die Präzession der Mondbahnebene jährlich um ca. 19,3° rückläufig in der Ekliptik bewegen. Ein vollständiger Umlauf der Knoten in der Ekliptik dauert 6798 Tage oder 18,61 Jahre.
Der drakonitische Monat dient der Berechnung von Finsterniszyklen, den regelmäßigen Wiederholungen von Sonnen- und Mondfinsternissen.

## Mondknoten und Nutation
Die Mondknotendrift verursacht eine Änderung der Lage der Mondbahn an der Sphäre eines Beobachters.
Fällt einer der Mondknoten mit dem Frühlingspunkt oder mit dem Herbstpunkt zusammen, so kommt es zu einer Extremlage der Mondbahn. In diesem Fall addieren sich nämlich
- die Schiefe der Ekliptik (die Ekliptik schließt mit der Ebene des Himmelsäquators einen Winkel von 23° 27’ ein) und
- die Inklination der Mondbahn gegenüber der Ekliptik (mittlere Neigung 5° 9’)

zu einer maximalen Deklination des Mondes von 28° 36’ (minimal 18° 17’). Die Extrema dieses Zyklus werden als Mondwenden bezeichnet.
Konkret ergeben sich folgende Neigungen der Mondbahn gegenüber dem Himmelsäquator für das Zusammenfallen eines Mondknotens mit dem Frühlings- oder Herbstpunkt:
|                      | Frühlingspunkt                     | Herbstpunkt                        |
| -------------------- | ---------------------------------- | ---------------------------------- |
| aufsteigender Knoten | vorher: -28° 36’ nachher: +28° 36’ | vorher: +18° 17’ nachher: -18° 17’ |
| absteigender Knoten  | vorher: -18° 17’ nachher: +18° 17’ | vorher: +28° 36’ nachher: -28° 36’ |

Die Gravitationswirkung des Mondes, die um diese Extremlagen schwankt, verursacht die Nutation, eine periodische Achsschwankung der Erde mit derselben Dauer von 18,613 Jahren, die daher Nutationsperiode genannt wird.